# École d'architecture Arkki pour enfants et adolescents
L'école d'architecture pour enfants et adolescents Arkki (anglais : Lasten ja nuorten arkkitehtuurikoulu Arkki) est une école d'architecture à Helsinki, Vantaa  et  Espoo en Finlande.

## Présentation
Arkki, école d'architecture pour enfants et adolescents, est une école d'architecture fondée en 1993 qui dispense un enseignement artistique de base.
C'est le premier établissement d'enseignement en Finlande dans son domaine,.
L'offre de formation architecturale d'Arkitehtuurikoulu Arki pour les enfants et les jeunes est la plus complète au monde, à en juger par le contenu et le nombre d'heures.
L'association à but non lucratif Lasten ja nuorten arkkitehtuurikoulu Arkki ry agit en tant qu'organisation de fond pour les activités de l'école d'architecture. L'association a pour but de soutenir et de développer un travail pédagogique à destination des enfants et des jeunes, qui porte sur l'architecture, le bâti, l'environnement culturel, l'environnement matériel et les fondements écologiques de la construction.

## Lieux d'enseignement

### En Finlande
Arkki propose des cours dans trois villes : à l'usine de câbles d'Helsinki, à l'école Koulumestarin koulu à Espoo et à la bibliothèque de Tikkurila à Vantaa. Environ 800 élèves participent chaque année à une éducation artistique de base et à des cours à Arkki.
La tranche d'âge des participants est de 4 à 19 ans.
Chaque semaine, 600 élèves suivent des cours fondamentaux d'architecture.

### À l'international
Arkki a également étendu son savoir-faire à l'étranger en créant d'abord une école d'architecture pour les enfants et les jeunes en Grèce et à Chypre en 2014 en coopération avec un opérateur local, et en participant à la formation d'architectes locaux en tant que professeurs d'architecture.
Aujourd'hui, Arkki gère huit autres Arkki fonctionnant dans les pays suivants :
- Chine
- Grèce et  Chypre
- Croatie
- Singapour
- Thaïlande
- République tchèque
- Turquie
- Viêt Nam

## Prix et récompenses
En reconnaissance de ses mérites dans la promotion de l'enseignement de l'architecture, l'architecte et pédagogue Pihla Meskanen (née en 1970) a reçu le Prix d'État pour la culture des enfants (fi) en 2005.
Pihla Meskanen est l'un des membres fondateurs de l'école d'architecture Arki et a été son directeur et développeur de contenus d'enseignement de l'architecture,.

## Galerie

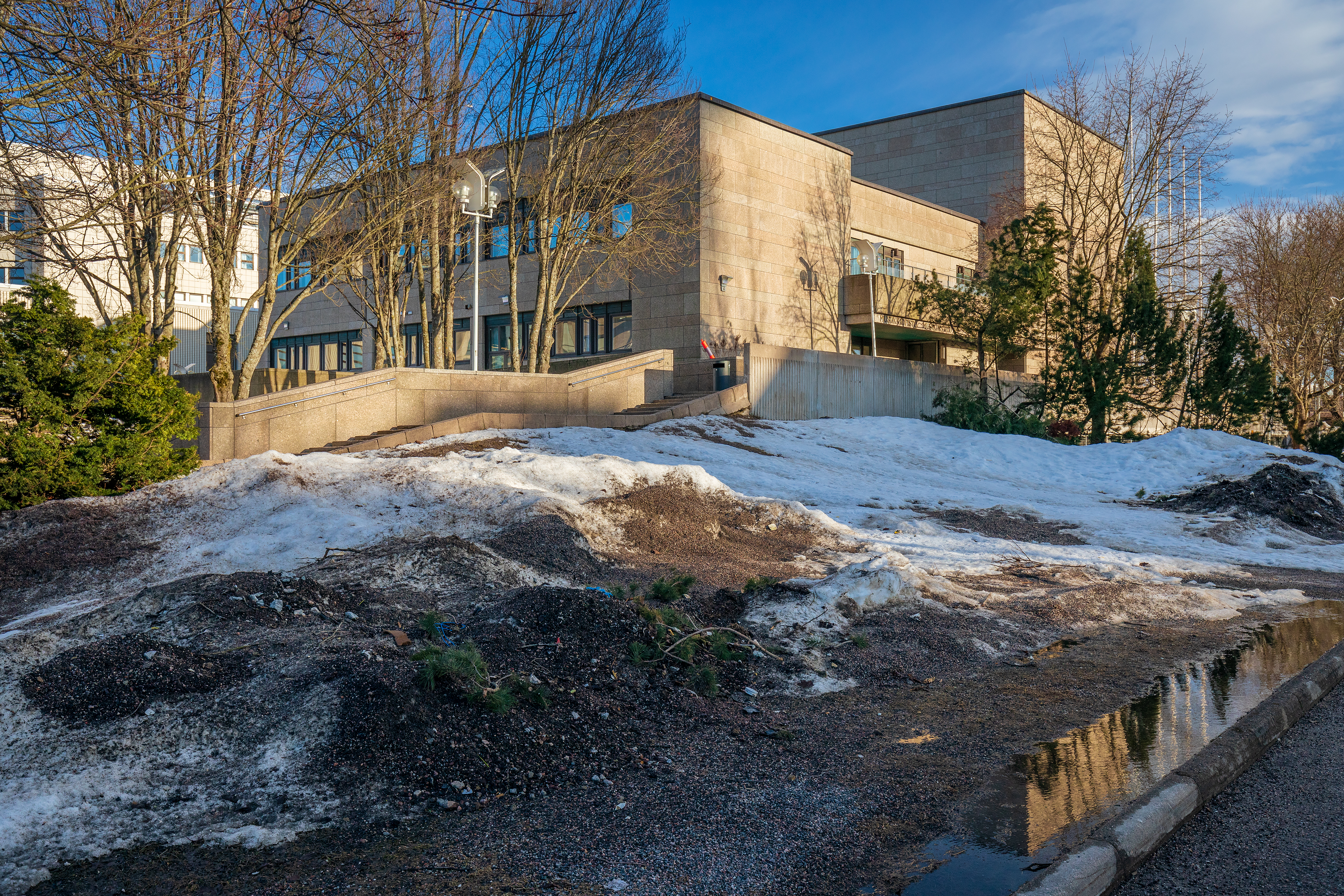
À Vantaa, Arkki fonctionne dans la bibliothèque de Tikkurila.
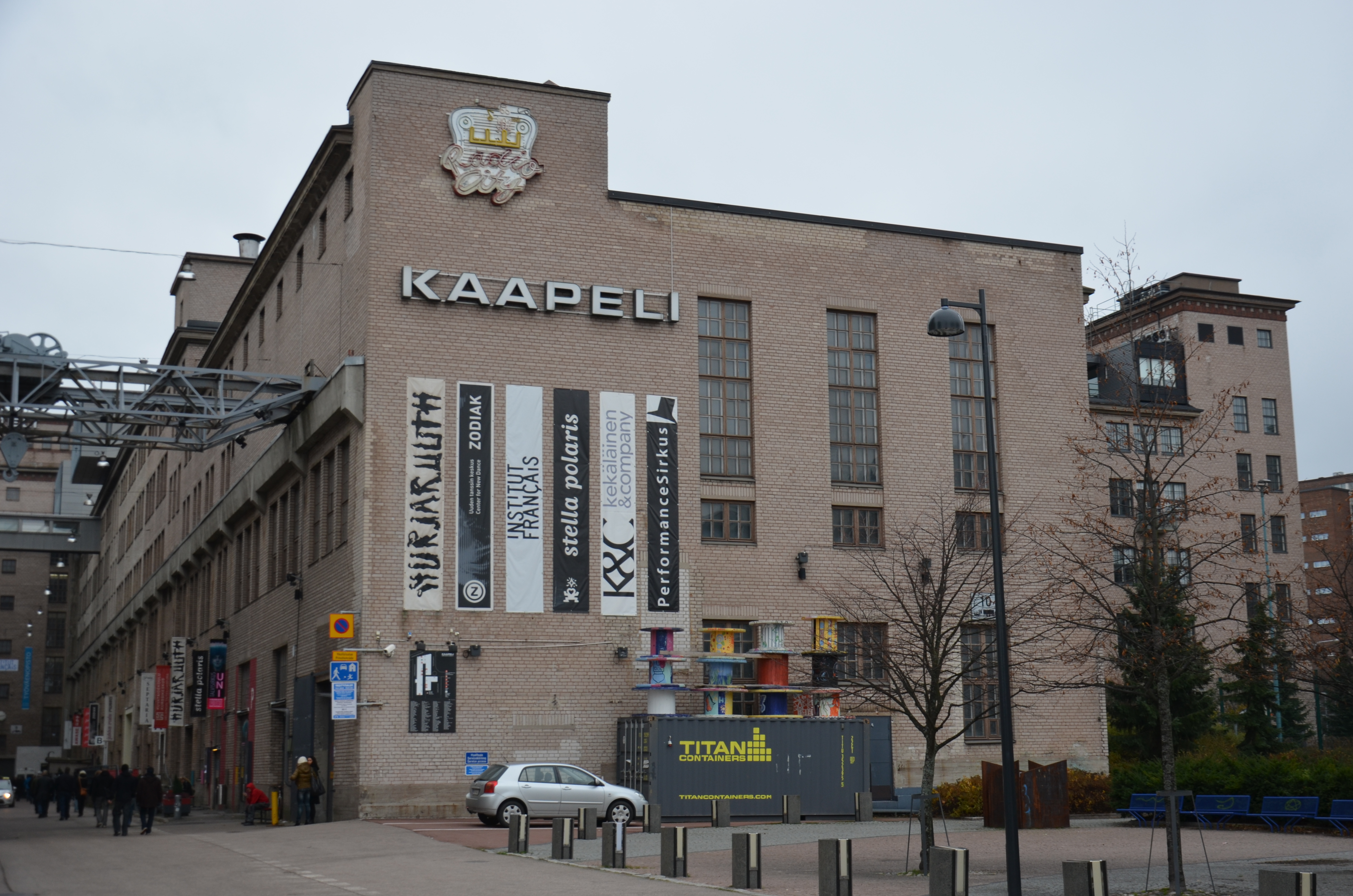
À Helsinki, Arkki fonctionne à la Kaapelitehdas.